# Mein Leben mit Robin Hood
Mein Leben mit Robin Hood ist eine US-amerikanische Filmbiografie über den Schauspieler Errol Flynn aus dem Jahr 2013 unter der Regie von Richard Glatzer und Wash Westmoreland. Das Filmdrama wurde beim Toronto International Film Festival 2013 in der Sektion Special Presentations als Weltpremiere gezeigt.

## Handlung
Der australische Schauspieler Errol Flynn stieg in den 1930er und 1940er Jahren in die oberste Riege Hollywoods auf. Er war nicht nur bekannt für seine Abenteuer- und Piratenfilme und insbesondere für seine Rolle als Robin Hood im Film Robin Hood, König der Vagabunden, sondern entwickelte als Filmstar auch einen Ruf als Draufgänger, Lebemann und Frauenheld. Der Film behandelt die letzten Jahre Errol Flynns vor seinem Tod im Jahr 1959.
Zu dieser Zeit prägen Alkohol und andere Drogen sein Leben, seine Gesundheit leidet unter diesem anhaltenden Zustand. Er lernt Beverly Aadland kennen, eine junge Frau, welche sich mittels einer gefälschten Geburtsurkunde als volljährig ausgab um in den Warner Brothers Studios als Schauspielerin arbeiten zu können. Beverly wird dabei in ihrer Tätigkeit intensiv durch ihre Mutter Florence Aadland gefördert. Nach dem ersten Zusammentreffen von Errol Flynn und Beverly Aadland ergibt sich zwischen den beiden rasch eine Affäre. Während Beverlys Mutter dies in Hinblick auf die Karriere ihrer Tochter gut heißt und die Liaison forciert, wird die Beziehung schon nach kurzer Zeit durch die Presse und Öffentlichkeit aufgegriffen und in Frage gestellt. Die Beziehung der beiden ist insbesondere aufgrund von Beverlys jungem Alter, dem großen Altersunterschied und Flynns zweifelhaftem Ruf äußerst umstritten. Errol Flynn erleidet im Oktober 1959 einen Herzanfall und stirbt kurze Zeit später im Beisein von Beverly Aadland.

## Produktion
Die Independent-Film Produktionsfirma Killer Films verpflichtete Richard Glatzer und Wash Westmoreland für das Drehbuch und die Regieführung bei der auf einer wahren Geschichte basierenden Filmbiografie über den legendären Schauspieler Errol Flynn. Die Filmgesellschaft Samuel Goldwyn Films erwarb im April 2014 die US-Vertriebsrechte für den Film von Lifetime Films.

### Besetzung
Im Oktober 2012 wurde bekanntgegeben, dass Kevin Kline und Susan Sarandon für das auf einer wahren Geschichte basierende Biopic verpflichtet wurden. Kevin Kline erhielt die Rolle des Errol Flynn, eines legendären Schauspielers, welcher eine Beziehung mit einem 17-jährigen Mädchen, Beverly Aadland, hatte, während Susan Sarandon die Rolle der Florence Aadland, Mutter von Beverly Aadland, zugesprochen wurde. Im Januar 2013 wurde die Besetzungsliste durch Dakota Fanning erweitert, welche die Rolle von Flynns jugendlicher Freundin Beverly Aadland übernahm. Des Weiteren erhielt Patrick St. Esprit die Rolle des Herb Aadland, eines bodenständigen Ingenieurs und Beverly Aadlands Vater. Sean Flynn, welcher die Rolle des Grip übernahm, ist im wirklichen Leben Errol Flynns Enkel.

### Dreharbeiten
Mit den Dreharbeiten von Mein Leben mit Robin Hood wurde im Februar 2013 in Atlanta, Georgia, begonnen.

### Veröffentlichung
Der erste Trailer des Filmes wurde im Juni 2014 veröffentlicht. Der Film war ab 29. August 2014 in den US-amerikanischen Kinos zu sehen, der DVD-Vertrieb startete am 3. März 2015.
Der Filmverleih erfolgte in Deutschland durch Universal Pictures, ab 6. August 2015 war der Film auf DVD und Blu-ray erhältlich.

## Kritiken
Hinsichtlich Kevin Klines schauspielerischer Leistung äußert sich Cinema wenig schmeichelhaft:

„Bei der Rolle des unverbesserlichen, alternden Playboys, der 1959 in den Armen eines arg jungen Mädchens starb, hätte er wählerischer sein sollen. Mit Susan Sarandon als ehrgeiziger Mutter der mäßig begabten Beverly (Dakota Fanning) hat er zwar ein flott aufspielendes Gegenüber, aber Skript, Story und Machart verbreiten doch nur gedämpfte Langeweile, und Hollywood-Einblicke bleiben rar.“

Positiver fällt hingegen das Urteil zu den Protagonisten und zum Film selbst seitens Kino.de aus:

„Von der letzten großen Liebe des Filmstars Errol Flynn erzählt dieses zuweilen anrührende, oft aber auch heiter gestimmte Drama, und gewährt dem geneigten Betrachter bei dieser Gelegenheit einen aufschlussreichen Blick hinter die Kulissen des Hollywood in seiner Glanzzeit. Kevin Kline passt die Rolle des Flynn wie angegossen, Susan Sarandon überzeugt als ehrgeizige Karrieremutter, doch die Show stiehlt Dakota Fanning als minderjährige Geliebte des alternden Playboys.“